# George Moore (spisovatel)
George Augustus Moore (24. února 1852 Moore Hall, Carra, hrabství Mayo, Irsko – 21. ledna 1933 Londýn) byl irský spisovatel a umělecký kritik.

## Život
Moore, jehož otec byl členem parlamentu, pocházel z bohaté rodiny. Moore byl vzděláván soukromými učiteli a později na St. Mary's College, Oscott, poblíž Birminghamu. Po smrti svého otce v roce 1870 se rozhodl odjet do Paříže studovat umění. V březnu 1873 se zapsal na Ecole des Beaux-Arts, později přešel na Académie Julian. Po pouhých třech letech se Moore rozhodl zanechat malování a od roku 1876 se zcela věnoval psaní. Moore se setkal prostřednictvím Augusta Villierse de L'Isle Adam s Mallarmém a jeho prostřednictvím s Édouardem Manetem, který Moora v tomto období několikrát ztvárnil. V Café de la Nouvelle Athènes se také setkal s Pissarrem, Degasem, Renoirem, Monetem, Daudetem, Turgeněvem a především Émilem Zolou, jehož naturalismus ho zvláště ovlivnil.
V roce 1880 se Moore usadil v Londýně a publikoval své první básně. V roce 1883 vyšel jeho první román Moderní milenec, který byl v Anglii zakázán pro nemravnost. Se svým románem A mummer's wife z roku 1885 vytvořil Moore první realistický román v Anglii. V následujících románech se Moore zabýval tématy jako prostituce, mimomanželský sex a lesbická láska, čímž provokoval veřejnost. Jeho knihy Dojmy a názory (1891) a Moderní malířství (1893) poprvé představily anglickému publiku impresionistickou malbu. Od roku 1901 Moore žil v Dublinu. Zde spolu s Yeatsem napsal Diarmuid a Grania pro Irské literární divadlo a věnoval se také praktické divadelní tvorbě v kontextu irské renesance. V následujících letech se zabýval irskou kulturou (keltské obrození) a Irsko se stalo dějištěm románu Jezero (1905) a několika povídek. Moore v těchto povídkách zaútočil i na katolickou církev, což způsobilo problémy s vydáním jeho díla v irštině. Jeho povídky inspirovaly i mladého Jamese Joyce. Kvůli jeho oddanosti irskému jazyku je Moore považován za spoluzakladatele moderní irské literatury. Díky lyrickému a melodickému stylu jeho pozdní tvorby se jeho „Auric Tales“ jeví jako ústní přednášky pro imaginárního posluchače.
V roce 1911 se Moore natrvalo usadil v Londýně. Odtud Moore podnikl mnoho cest do Paříže a v roce 1913 odjel do Jeruzaléma, aby připravil svůj román The Brook Kerith, který vyšel v roce 1916. Kniha byla založena na předpokladu, že Kristus nezemřel na kříži, ale následně byl uzdraven a později odešel do Indie, aby byl osvícen. I tento román se setkal se silnými reakcemi.
Moorovu novelu Jedinečný život Alberta Nobbse, vydanou v roce 1918, později zdramatizovala Simone Benmussa (poprvé uvedena v roce 1977) a adaptoval ji do celovečerního filmu režisér Rodrigo García s Glenn Close v hlavní roli.
George Moore zemřel v Londýně v roce 1933 ve věku 81 let. Urna s jeho popelem byla pohřbena na Castle Island v Lough Carra v Irsku.
Moore se v mnoha svých dílech věnoval osudům žen, jako např. B. v jeho románu A mummer's woman, ve kterém velmi realisticky popisuje společenský sestup ženy, způsobený sebedestrukcí alkoholem. Dalším problémem pro Moorea byla britská búrská válka, proti které opakovaně vystupoval.

## Dílo (výběr)
- A modern lover (1883)
- A mummer's wife (1885)
- A drama in Muslin (1886)
- Spring Days (1888)
- Vain fortune (1890)
- Esther Waters (1894)
- Esther Walters. (1895)
- Evelyn Innes (1898)
- The Untilled Fields, T. Fisher Unwin, London 1900.
- Literature and the Irish language (1901)
- Sister Theresa (1901)
- Memoirs of My Dead Life (1906)
- Erinnerungen an die Impressionisten (1907)
- The apostle (1911)
- A Storyteller's Holiday (1918)
- Pariser Geschichten (1926)
- The passing of Essenes (1930)